# Roddy Piper
Roderic George Toombs (Saskatoon, 17 d'abril de 1954 - Hollywood, 31 de juliol del 2015), més conegut com a Roddy Piper, fou un exlluitador professional canadenc, que va treballar per l'empresa World Championship Wrestling (WCW), la World Wrestling Federation i la National Wrestling Alliance. El 2005 va ser introduït al Saló de la Fama de la WWE per Ric Flair.